# Carl Friedrich von Ledebour
Carl Friedrich von Ledebour (Stralsund, 1785. július 8. – München, 1851. július 4.) német botanikus. Botanikai szakmunkákban nevének rövidítése: „Ledeb”.

## Élete
Eleinte Greifswaldban a jogot, azután a matematikát meg a természettudományokat tanulmányozta. 1805-ben ugyanott a botanika tanára és a botanikus kert igazgatója lett. 1811-ben a termékrajz tanárának Dorpatba költözött, 1826-ban az Altaj-hegységbe utazott és Kína határáig hatolt, az eredményt becses munkáiban bocsátotta közre. 1836-ban kiérdemesült, ezután Odesszában, később Heidelbergben, majd 1843-tól haláláig Münchenben lakott. Ledebour az északkelet-európai és az észak-ázsiai flóra terén főtekintély.

## Munkái
- Observationes bot. in floram rossicam (Pétervár, 1814)
- Monographia Paridum (Dorpat, 1827)
- Reise durch das Altaigebirge und die dsungarische Kirgisentsteppe (Berlin, 1829, 2 kötet)
- Flora altaica (Berlin, 1829-34, 4 kötet, Meyer és Bunge segítségével)
- Icones plantarum novarum floram rossicam, imprimis altaicam illustrantes (Riga, 1829-34, 5 folio kötet, 500 színes táblával)
- Commentarius in J. G. Gmelini floram rossicam (Regensburg, 1841)
- Flora rossica (Stuttgart, 1842-53, 4 kötet)